# Uagague ibne Zalu Alanti
Uagague ibne Zalu Alanti (em árabe: وجاج بن زلو اللمطي; romaniz.: Waggag Ibn Zallu al-Lamti) foi um estudioso e jurista maliquita marroquino que viveu no século XI. Pertencia aos lantas, uma das tribos que compunham os berberes sanhajas. Ele era discípulo de Abu Inrane Alfaci de Cairuão e fundou um dar (escola jurídica islâmica), chamado Dar Almurrabitum (dār al‑murābitūn), em Malcus, nas proximidades de Sijilmassa. Teve papel eminente na ascensão do Império Almorávida, pois foi o professor religioso e líder espiritual de Abedalá ibne Iacine, o fundador do movimento almorávida. Uagague enviou Iacine junto de Iáia ibne Ibraim Aljudali para converter os judalas e o auxiliou formalmente durante o período turbulento que seu pupilo enfrentou no final dos anos 1040, quando Iáia faleceu e Iacine perdeu sua proteção.